# Rättvik
Rättvik este un oraș în Suedia.

## Demografie
| \| Evoluția demografică a zonei urbane Rättvik, 1970–2015 \| Evoluția demografică a zonei urbane Rättvik, 1970–2015 \| Evoluția demografică a zonei urbane Rättvik, 1970–2015 \| Evoluția demografică a zonei urbane Rättvik, 1970–2015 \| Evoluția demografică a zonei urbane Rättvik, 1970–2015 \| \| --------------------------------------------------------------------------------------- \| ------------------------------------------------------ \| ------------------------------------------------------ \| ------------------------------------------------------ \| ------------------------------------------------------ \| \| An \| \| \| Locuitori \| \| \| 1970 \| 1970 \| \| 3.918 \| 3.918 \| \| 1975 \| 1975 \| \| 4.087 \| 4.087 \| \| 1980 \| 1980 \| \| 4.194 \| 4.194 \| \| 1990 \| 1990 \| \| 4.155 \| 4.155 \| \| 1995 \| 1995 \| \| 4.718 \| 4.718 \| \| 2000 \| 2000 \| \| 4.526 \| 4.526 \| \| 2005 \| 2005 \| \| 4.588 \| 4.588 \| \| 2010 \| 2010 \| \| 4.686 \| 4.686 \| \| 2015 \| 2015 \| \| 5.160 \| 5.160 \| \| Sursa: SCB - Statistika Centralbyrån, Folkmängden per tätort. Vart femte år 1960 - 2016 \| \| \| \| \| |      |  |           |       |
| Evoluția demografică a zonei urbane Rättvik, 1970–2015 |      |  |           |       |
| An |      |  | Locuitori |       |
| 1970 | 1970 |  | 3.918     | 3.918 |
| 1975 | 1975 |  | 4.087     | 4.087 |
| 1980 | 1980 |  | 4.194     | 4.194 |
| 1990 | 1990 |  | 4.155     | 4.155 |
| 1995 | 1995 |  | 4.718     | 4.718 |
| 2000 | 2000 |  | 4.526     | 4.526 |
| 2005 | 2005 |  | 4.588     | 4.588 |
| 2010 | 2010 |  | 4.686     | 4.686 |
| 2015 | 2015 |  | 5.160     | 5.160 |
| Sursa: SCB - Statistika Centralbyrån, Folkmängden per tätort. Vart femte år 1960 - 2016 |      |  |           |       |